# A–37 Dragonfly
A Cessna A–37 Dragonfly vagy Super Tweet egy, az Amerikai Egyesült Államokban gyártott könnyű csatarepülőgép, melyet a T–37 Tweet oktatógépből fejlesztettek ki az 1960-as és 1970-es években. Az A–37 repülőgépet bevetették a vietnámi háborúban majd az azt követő békeidőkben is hadrendben állt.

## Történet
A kisméretű, alkalmanként „Tweetnek” („Csipogó”) nevezett Cessna T–37-est a US Air Force 1952 decemberében választotta ki első, sugárhajtású alapfokú kiképzőgépének. Összesen 534 T–37A-t és 552 T–37-est gyártottak a USAF részére, és a Cessna még 273 T–37C-t készített az amerikai katonai segélyprogramokban részt vevő külföldi légierők számára. A USAF gépei közül sokat még ma is hadrendben tartanak.
1963-ban a USAF megrendelte egy-egy T–37C és a T–37B áttervezését YAT–37D prototípussá, hogy kiértékelhesse a gépek könnyű alacsonytámadó lehetőségeit a COIN (Counter Insurgency – felkelők elleni) hadműveletekben. Az új prototípuson lecserélték az eredeti J69–T–25-ös hajtóműveket a majdnem kétszer olyan erős J82–GE–2/5-ösökre, amely lehetővé tette a maximális felszállósúly megemelését 4763 kg-ra. A YAT–37D-n megjelent az áramvonalazott szárnyvégi kiegészítő üzemanyagtartály, a szárny alatti hat megerősített pont a fegyverzet számára, és a pilótafülke elé helyezett kiskaliberű Minigun géppuska. A YAT–37D 1963. október 22-én repült először, majd ezt követték a USAF kiértékelő repülései. A siker ellenére a gép akkori szükségszerűségét még nem ismerték el, de később a vietnámi háborúban a USAF érdeklődése ismét megnőtt. Ekkor hatról nyolcra növelték a szárny alatti megerősített pontok számát és a repülőgép maximális felszállósúlyát ismét megemelték. A USAF harci kiértékelésre 37 darab AT–37D-t (későbbi jelzése A37D Dragonfly) rendelt. A kiértékelésre a dél-vietnámi Bien Hoa támaszponton „Comban Dragon” fedőnévvel került sor 1967 augusztusa és decembere között. 1968 májusában a USAF 127 megint csak nagyobb felszállósúlyú és az erősebb J85–GE–17A hajtóművekkel felszerelt A–37B-re kötött szerződést. Ezen a típuson a pilóták repülés közben általában csak egy hajtóművel repültek, hogy így takarékoskodjanak az üzemanyaggal. Az A–37B-kből végül is ötszáznál jóval több darab készült el, beleértve a B sorozatúvá alakított A37A-kat is. Ebből a sorozatból 254 darabot adtak át a dél-vietnámi légierőnek, amely 1969 márciusától nyilvánította harckésszé Dragonfly flottáját.
A harcok kezdetén a típus jól bevált, de később sok repülőgépet lőttek le a vállról indítható föld-levegő rakétákkal, ezért a Dragonflyokon rendszeresítették a támadó rakétákat eltérítő infracsalikat. Dél-Vietnám 1975-ös eleste után Észak-Vietnám 95 darab A–37B repülőgépet zsákmányolt. Sok dél-vietnámi A–37B-t azonban sikerült kimenekíteni az országból, ezeket a gépeket a kambodzsai, a dél-koreai és a thaiföldi légierőknek adtak át. A katonai segélyprogramok keretében a típust rendszeresítette a chilei, az ecuadori, a guatemalai, a hondurasi, a kolumbiai, a perui, a salvadori és az uruguayi légierő.
Az Egyesült Államokban elkészült az AO–37B légicsapásokat kijelölő és vezető repülő harcálláspont változat is, amely az Air National Guardnál 1992 októberéig repült. Az USA-ban még legalább tíz évig használták a NOA–37 jelgépeket.

## Tervezés és fejlesztés
Az 1960-as évek elején a növekvő amerikai jelenlét Vietnámban megnövelte az érdeklődést a felkelők ellen bevethető (COIN) gépek iránt. 1962 végén a USAF Különleges Légi Hadviselési Központja a floridai Hurlburt reptéren kiértékelt két T–37C gépet a feladatkörre.
A légierő ígéretesnek találta a T–37-est, de egy továbbfejlesztett változatot akart a repülőgépből, amely képes elegendő hadianyag szállítására, erősebb és jobban teljesít a harcmezőn. Ez azt jelentette, hogy egy nehezebb gépre lesz szükség, erősebb hajtóművekkel. 1963-ban a légierő megbízta a Cessnát két YAT–37D prototípus elkészítésével: a T–37 repülőgépeken a következő módosításokat hajtották végre:
- Erősebb szárnyak.
- Három megerősített pont szárnyanként.
- Nagyobb szárnyvégi üzemanyagtartályok 360 literes kapacitással.
- Egy General Electric GAU–2B/A 7,62 mm-es Minigun 3000 lövés/perces tűzgyorsasággal és 1500 lövedékes lőszerjavadalmazással. A fegyvert a repülőgép orrának jobb oldalán helyezték el. A géppuskához irányzékot és kamerát ugyancsak építettek a gépbe.
- Jobb avionika a csatatéri kommunikációhoz, navigációhoz és a célzáshoz.
- Erősebb futómű egyenetlen talajon való leszálláshoz.

Ezek a változtatások a repülőgép súlyának drasztikus növekedéséhez vezettek, illetve a gépnek a bevetéshez szükséges hadianyagot is szállítania kellett. A Cessna ezért megkétszerezte a hajtóművek teljesítményét, mégpedig két darab Continental J–69 hajtómű és General Electric J85–J2/5 sugárhajtómű beszerelésével, így 10,7 kN tolóerőt elérve.

## Üzemeltetés

### Vietnámi háború
1967 augusztusában 25 A–37A-t küldtek Vietnámba a „Comban Dragon” fedőnevű kiértékelési program keretein belül, majd a Bien Hoa bázisról repültek légikommandó küldetéseket, beleértve a légitámogatást, helikopterkíséretet, légi irányítást és az éjszakai légi lefogást. A fegyverzet magában foglalta a repesz-romboló bombákat, kazettás bombákat, nem irányított rakétákat, napalm bombákat és az SUU–11/A Minigun géppuskatartályt. A legtöbb küldetésre a repülőgép magával vitt két kiegészítő külső üzemanyagtartályt a belső megerősített pontokon.
Ezalatt az A–37A-k több ezer bevetést repültek. Egyet sem veszítettek ellenséges tűz következtében, mindössze két gép tört össze leszállási balesetek miatt. Az A–37A formális neve a Dragonfly volt, de a legtöbb pilóta Super Tweet-nek hívta. A „Comban Dragon” program sikeres volt, de a harci kiértékelés feltárta az A–37A egyes hiányosságait. Az egyik legfőbb probléma a gép kicsi hatótávolsága és tűrőképessége volt. Egyéb hiányosságok többek között a repülőgép harci körülményei között adódtak, például a nehéz irányíthatóság támadás során.

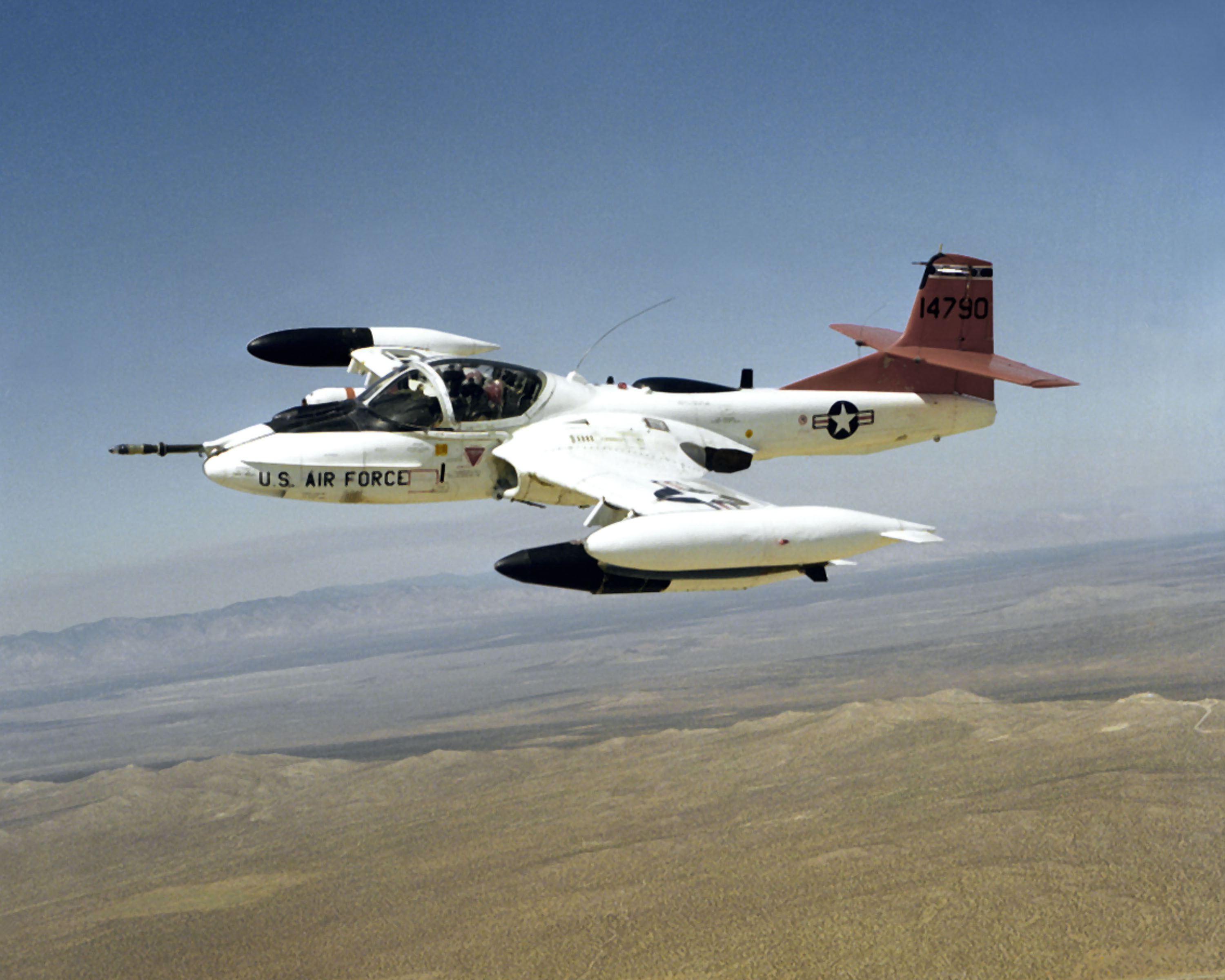
Egy OA–37 Dragonfly repülőgép bombákkal felfegyverezve Edwards Air Force Base, California

Az 1967-es év elején a USAF aláírt egy megbízást a Cessnával egy továbbfejlesztett Super Tweetről, melynek megjelölése az A–37B lett. Az eredeti megrendelés 57 gépről szólt, de ezt gyorsan 127 gépre növelték. Az A–37B-ket főleg a dél-vietnámi légierő (VNAF) támogatására szánták, mivel ezekkel a gépekkel akarták lecserélni a Skyraidereket. Az A–37B prototípusa 1967 szeptemberében készült el, a Dél-Vietnámba való szállítás pedig 1968-ban kezdődött.
Az A–37B-ket teljesen új sárkánnyal gyártották. Ezek erősebbek voltak az A–37A-kon használtaknál, 5 g helyett 6 g-s erőnek is ellenálltak, ezen kívül élettartamukat 4000 órára növelték. A harcmezőn tapasztaltak alapján akár még 7000 órát is kibírtak.
Az A–37B súlya közel kétszerese volt a T–37C súlyának. A teljes felszállósúly 2,67 tonna volt. A gyakorlatban az A–37B-ket gyakran legalább két, de néha négy szárny alatti kiegészítő üzemanyagtartállyal is ellátták, hogy megnöveljék harctéri hatékonyságát.

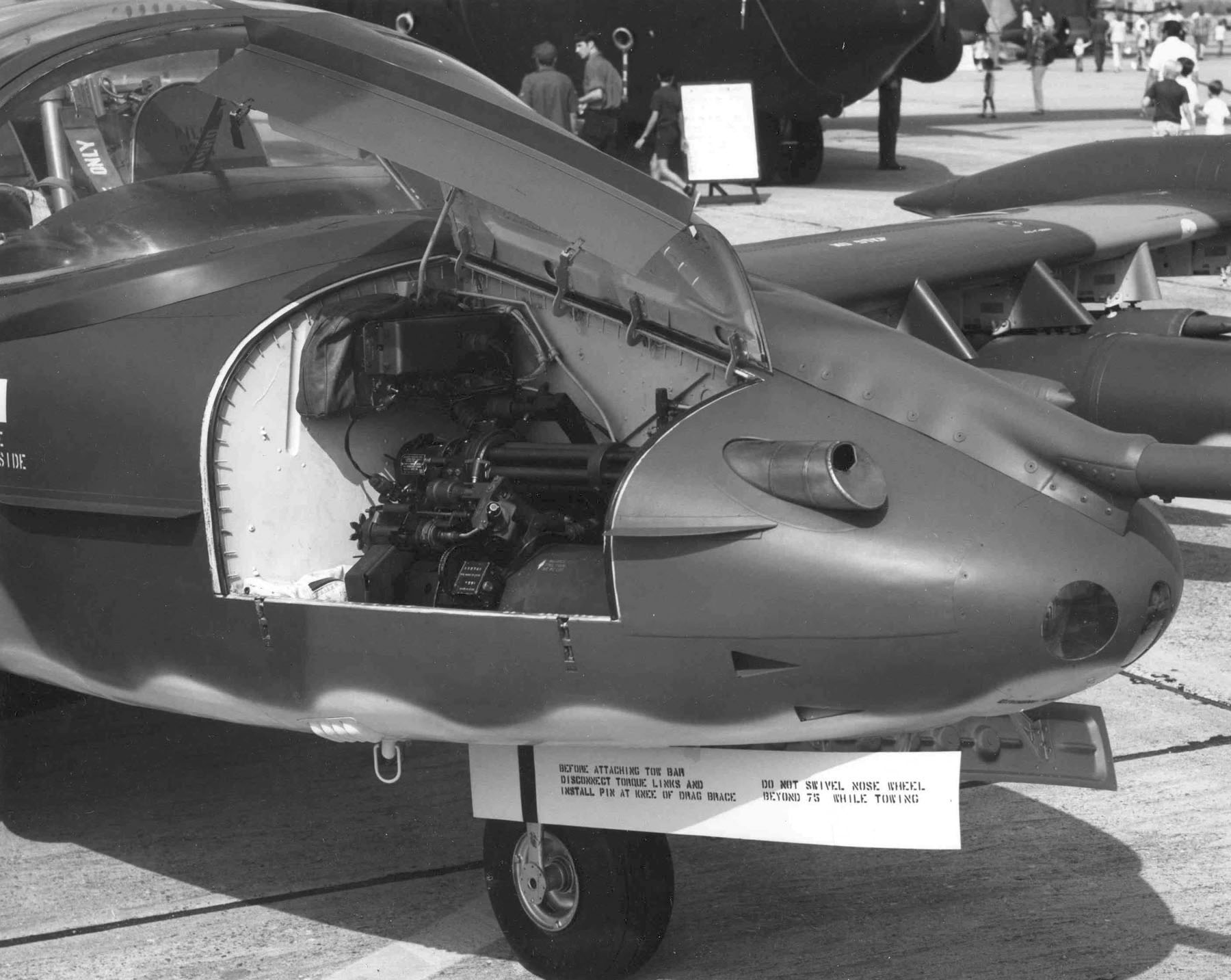
A–37B M134 Minigun az orr-részben

A súlytöbbletből adódóan egy új hajtóművel látták el az A–37B-t, egy General Electric J85–GE–17A hajtóművel, amely 12,7 kN tolóerőt produkált. Ezeket a hajtóműveket kissé kifelé és lefelé döntve építették be, hogy javítsák az egyhajtóműves irányíthatóságot. A légikommandó pilótái az egyhajtóműves üzemeltetést egy jó megoldásnak találták a hatótávolság megnövelése céljából.
A kezelhetőség javítása érdekében az irányítórendszerekben módosításokat hajtottak végre. A katapultülések páncélozva voltak, a pilótafülke nejlon golyóálló függönnyel volt kibélelve és öntömítő üzemanyagtartályok kerültek beépítésre.
Az A–37 tökéletes volt a közvetlen légitámogatásra. Egyenes szárnyai lehetővé tették számára, hogy leküzdje a célpontjait 160 km/h sebesség mellett. A lassú repülési sebesség növelte a bombázás pontosságát is.
Az A–37 nem igényelt sok karbantartást, összehasonlítva más gépekkel – mindössze két órányi karbantartási munkát igényelt minden lerepült óra után. Ez részben annak köszönhető, hogy több hozzáférési panelt helyeztek el a stratégiai fontosságú helyeken.
A 20 mm-es GPU–2/A és az AMD 30 mm-es gépágyú-konténereket jó eredményekkel tesztelték le az A–37B-ken, de a jelentések alapján ezeket a fegyvereket alig vagy soha nem használták bevetéseken.

### A háború utáni korszak
Összesen 577 A–37B repülőgép készült, ebből 254 darabot a dél-vietnámi légierőnek szállítottak. A háború végéig az A–37 több mint 160 000 küldetést hajtott végre, mindössze 22 USAF veszteséggel. Körülbelül 187 darab A–37B volt a dél-vietnámi légierő szolgálatában, mikor az ország elesett. 92 darabot átvett az USA, de 95 darab az észak-vietnámi haderő kezére jutott, melyeket később Kambodzsa felett és az 1979-es kínai konfliktus folyamán vetettek be. Ezeket a gépeket az 1970-es évek végén vagy az 1980-as évek elején vonták ki a hadrendből, valószínűleg a pótalkatrészek hiánya miatt. Néhány gépet Vietnám szövetségeseinek juttatott el, többek között Csehszlovákiának, Lengyelországnak, Kelet-Németországnak és a Szovjetuniónak. A többit magángyűjtőknek adtak el. Hat darab A–37B az amerikai repülőgépgyűjtőkhöz került, míg négy A–37B jelenleg magántulajdonban van Ausztráliában és Új-Zélandon.
A háború után a USAF A–37B gépeit a Tactical Air Command (TAC) állományába helyezte. Az 1980-as évek elején ezeket a gépeket a FAC (Forward Air Control – Előretolt Légiirányítás) feladatkörre osztották be és az OA–37B megjelöléssel látták el. Az OA–37B gépeket később kivonták, majd helyüket a Fairchild OA-10A Warthog gépek vették át.

### Cenepa háború
Az 1995-ös Cenepa háborúban mind Ecuador, mind pedig Peru bevetette az A–37-est. 1995 február 10-én a perui légierő egyik A–37B gépét egy Shafrir 2 rakétával lőtte le az ecuadori légierő Kfir gépe. Február 12-én egy ecuadori A–37B megsérült egy vállról indítható légvédelmi rakétától, de biztonságosan visszajutott a bázisra. Peru állítása szerint lelőtt még egy A–37-est, szintén vállról indítható rakétával, de Ecuador ezt tagadta.

### Egyéb latin amerikai országok
Az A–37B repülőgépet az 1970-es évek alatt exportálták Latin-Amerikába. Az ottani országok igényeinek jól megfelelt, mivel egyszerű, olcsó és hatékony repülőgép volt.
A guatemalai légierő repülte az A–37-es az 1970-es évektől az 1990-es évekig, egyetlen gépet veszítve 1985-ben, bevetés közben.
A típust, az Embraer EMB 312 Tucano mellett széles körben alkalmazták kábítószerellenes műveletek folyamán is.

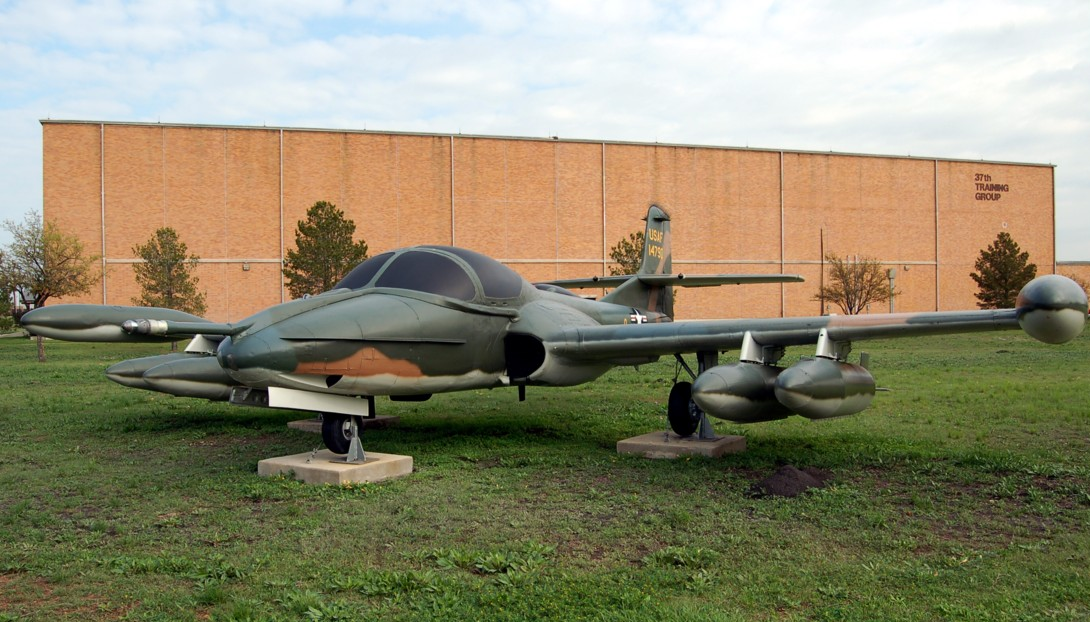
Egy A–37B Dragonfly, Lackland Air Force Base, Texas (2007. március)

## Változatok
- YAT–37D – Két T–37C kiképzőgépet átalakítottak felkelők elleni műveletekhez, melyeket két darab J–85–GE hajtóművekkel és hat szárny alatti megerősített ponttal láttak el, ezek képezték az A–37 széria prototípusait, melyeket később YA–37A névre kereszteltek át.
- YA–37A – Két YAT–37D prototípus átnevezve.
- A–37A – (Cessna Model 318D) T–37B átépítve két J–85–GE–5 hajtóművel, egy 7,62 mm-es minigunnal az orr-részben és nyolc szárny alatti megerősített ponttal, 39 darab konverzió készült.
- A–37B – (Cessna Model 318E) Sorozatgyártott változat két J–85–GE–17A hajtóművel, felszerelve légi utántöltéshez, megnövelt üzemanyag-kapacitás és megerősített sárkányszerkezet, 577 darab készült.
- OA–37B – Az OA–37B Dragonfly egy felfegyverzett légicsapásokat kijelölő és vezető repülőgép változat volt, melyet a vietnámi háború alatt alkalmaztak. Az OA–37B Dragonfly a régi O–2A Skymaster-t váltotta az 1980-as évek elején. Alkalmazását folytatták Air National Guard és az Air Force Reserve egységeknél az 1980-as évek végéig.

## Üzemeltetők
Chile
- Chilei Légierő

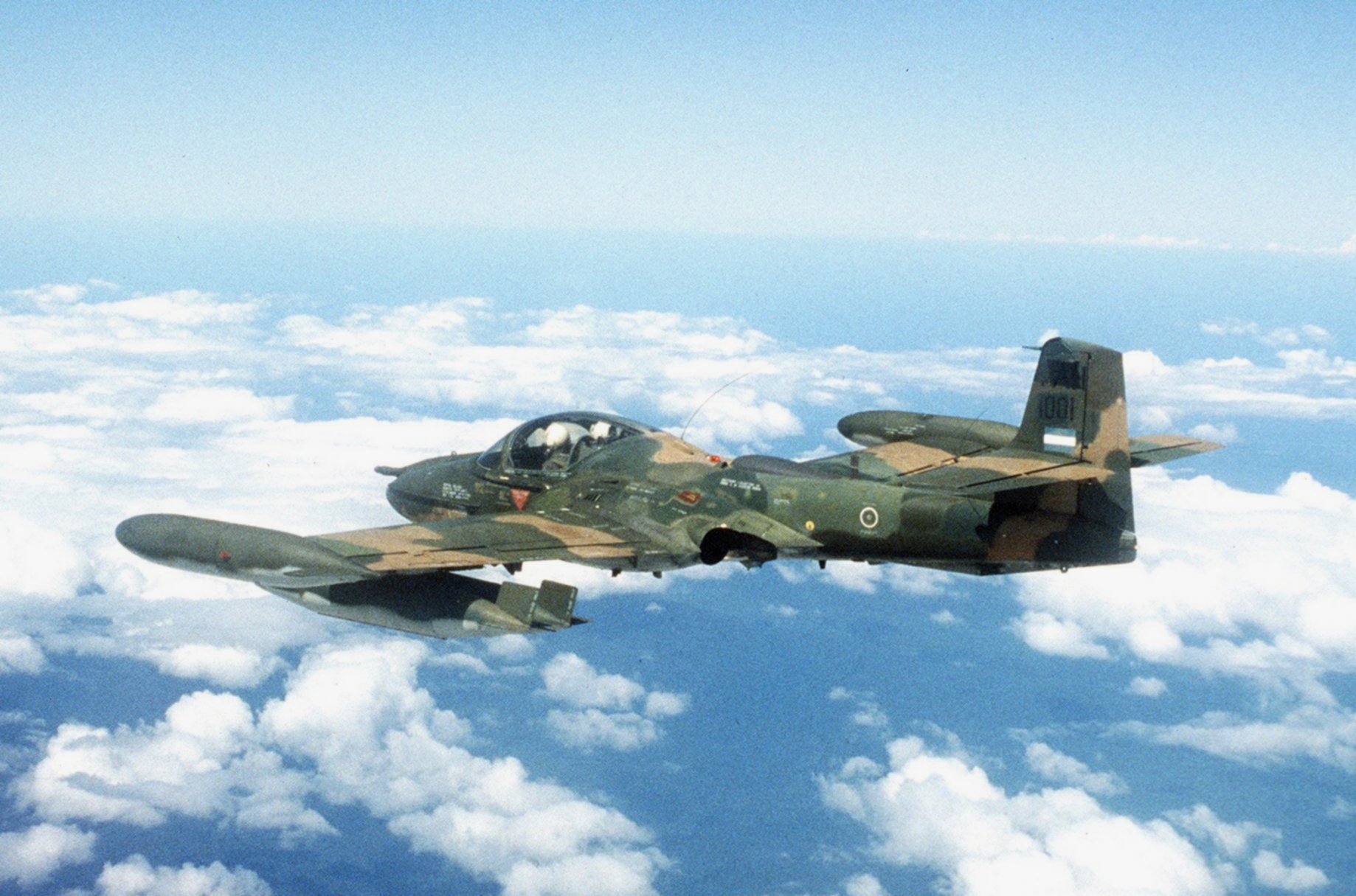
Egy hondurasi A–37 Dragonfly repülőgép amerikai/hondurasi gyakorlaton, 1983

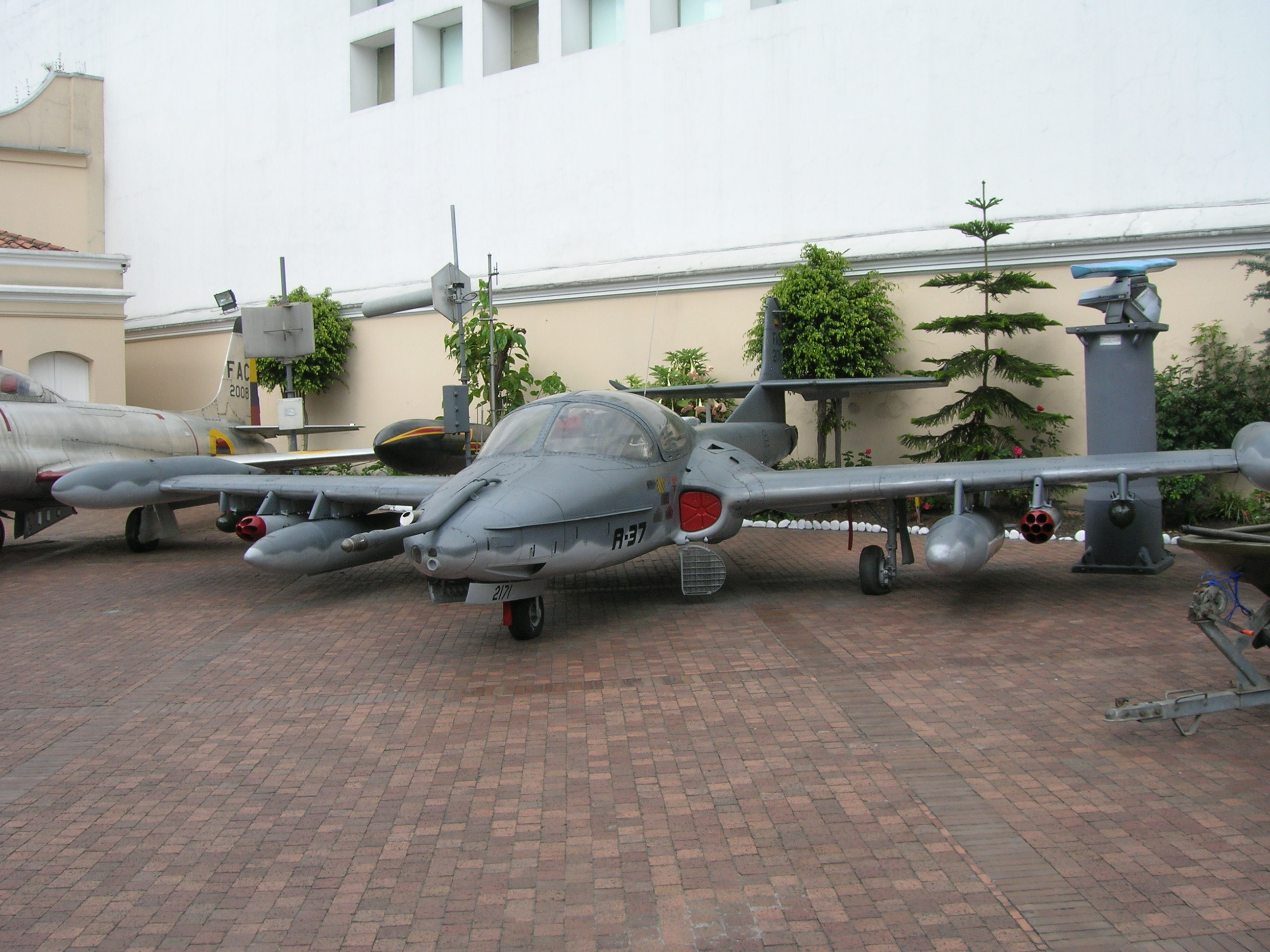
A–37 kiállítva a katonai múzeumban, Bogota

  - A chilei légierő 44 repülőgépet kapott – 2009 végén vonták ki a hadrendből.

 Kolumbia
- Kolumbiai Légierő
  - A kolumbiai légierő 32 repülőgépet kapott – 13 jelenleg is szolgálatban van (várható kivonásuk 2008-ban volt esedékes).

 Dominikai Köztársaság
- Dominikai Köztársaság Légiereje
  - A dominikai légierő 8 repülőgépet kapott – 2001 márciusáig az összes gépet kivonták vagy balesetekben megsemmisültek.

 Ecuador
- Ecuadori Légierő
  - Az ecuadori légierő 28 repülőgépet kapott – négy jelenleg is szolgálatban áll.

 Salvador
- El Salvadori Légierő
  - Az el salvadori légierő 15 repülőgépet kapott – kilenc jelenleg is szolgálatban áll.

 Guatemala
- Guatemalai Légierő
  - A guatemalai légierő 13 repülőgépet kapott – kettő maradt szolgálatban.

 Honduras
- Hondurasi Légierő
  - A hondurasi légierő 17 repülőgépet kapott – 10 maradt szolgálatban.

 Peru
- Perui Légierő
  - A perui légierő 53 repülőgépet kapott – mindössze 10 áll szolgálatban. Dél-Korea 8 A–37B-t ajánlott fel Perunak.

 Dél-Korea
- Dél-Koreai Légierő
  - Dél-koreai légierő – 1976 októberében állították hadrendbe az első darabokat, majd az A–37-ket a T–50 Golden Eagle váltotta fel.

 Dél-Vietnám
- Dél-vietnámi Légierő
  - A dél-vietnámi légierő 254 repülőgépet kapott.

 Thaiföld
- Thai Királyi Légierő
  - A thai királyi légierő 20 repülőgépet kapott.

 Egyesült Államok
- Az Amerikai Egyesült Államok Légiereje

 Uruguay
- Uruguayi Légierő
  - Az uruguayi légierő 14 repülőgépet kapott – 10 jelenleg is szolgálatban áll.

 Vietnám
- Vietnámi Légierő
  - A vietnámi légierő 95 dél-vietnámi A–37B-t zsákmányolt. Néhányat a Szovjetunióba küldtek tesztelésre.

## Túlélő példányok
Négy A–37B magántulajdonban van Ausztráliában és Új-Zélandon, hat pedig az Egyesült Államokban.

## Műszaki adatok (A–37B Dragonfly)

### Geometriai méretek és tömegadatok
- Hossz: 9,70 m
- Fesztávolság: 11,68 m
- Magasság: 2,70 m
- Szárnyfelület: 17,09 m²
- Üres tömeg: 2817 kg
- Maximális felszálló tömeg: 6350 kg

### Hajtóművek
- Hajtóművek száma: 2 darab
- Típusa: General Electric J85–GE–17A gázturbinás sugárhajtómű
- Maximális tolóerő: 2×12,7 kN

### Repülési adatok
- Legnagyobb sebesség: 668 km/h
- Hatótávolság: 748 km
- Szolgálati csúcsmagasság: 12 730 (de a USAF 7620 méterre korlátozta a gépet, mivel kabinja nem túlnyomásos)
- Emelkedőképesség: 35,5 m/s

### Fegyverzet
- Géppuskák: 1×7,62 mm GAU–2B/A minigun (az orrba rögzítve)
- Megerősített pontok: nyolc a szárny alatt, 1230 kg teherbírással
- Gépágyútartályok: SUU–11/A (1×7,62 mm M134 Minigun), GPU-2/A (1×20 mm M197 gépágyú), 30 mm DEFA gépágyú
- Nem irányított rakéták: 70 mm Mk 4/Mk 40 FFAR (LAU–32/A rakétatartály, 7 darab lövedék)
- Irányított rakéták: AIM–9 Sidewinder
- Bombák: 214 kg Mk 82, SUU–14 bombaszóró
- Egyéb: Napalm tartályok

## Lásd még

### Kapcsolódó fejlesztés
- T–37 Tweet

### Hasonló repülőgépek
- Canadair CT–114 Tutor
- BAC Strikemaster
- FMA IA 58 Pucará
- Saab 105

### Fordítás
- Ez a szócikk részben vagy egészben  a   Cessna A-37 Dragonfly című angol Wikipédia-szócikk ezen változatának fordításán alapul.  Az eredeti cikk szerkesztőit annak laptörténete sorolja fel. Ez a jelzés csupán a megfogalmazás eredetét és a szerzői jogokat jelzi, nem szolgál a cikkben szereplő információk forrásmegjelöléseként.